# 神威 (シューティングゲーム)
神威（かむい）とは、同人サークルSITER SKAINによって制作された同人ゲームであり、縦スクロールシューティングゲームである。
1999年（平成11年）のコミックマーケット57にて発表された。

## 概要
2000年代初頭に掛けて、同人STGのひとつの頂点となったとも言われる作品。レイシリーズを意識していると評価されることも多いが、演出やゲームシステムとしては蒼穹紅蓮隊などの影響も受けている。
本作は元々、1996年（平成8年）11月に完成させた『ALLTYNEX』を第2回アスキーエンタテインメントソフトウェアコンテスト(略称Aコン)に応募後、まだ結果発表がない1997年（平成9年）1月から、作者が過去にBasicで開発したシューティングゲーム『DESTROYER』から付けてスコアタックシューティング『D-ATTACKER』というコードネームで開発が始まっている。なお『ALLTYNEX』はAコンで敢闘賞を受賞しており、発表の頃に『神威』と命名された。1997年（平成9年）9月の体験版公開後、二年の制作期間を経る間に、最初の体験版からは製品版へはシステムも含めかなりの変更が行われている。回転、拡大、縮小、半透明表示と、256色ながらソフトウェア処理による多彩な演出があるものの、比較的低スペックのPCでも動作するのが特徴である。また開発期間中にヤスウェアの『Reflection』やそのリメイク作品『Reflex』（当時開発初期）にも携わっており、『ALLTYNEX』と『Reflection』の設定を元に、『神威』はALLTYNEX3部作の3作目として共通した世界観の異なる時代の作品設定になっている。
当初はWINDOWS 98、98SE、NT 4.0対応であった。発売当時のゲームとしては珍しく、WINDOWS NT 4.0に対応している。2000年代後半になっても固定ユーザーが多く、2013年（平成25年）3月まで継続更新してSITER SKAINのWebPage上で提供されたバージョンアップにより、640x480モード、WINDOWS XP・vista・7への対応、エフェクト追加など、2013年（平成25年）現在のパソコンでも遊べるような工夫がされている。
MSD-JAPANから1998年（平成10年）4月発売の『日本語ウインドウズゲーム50＋ Vol.11』に1997年（平成9年）公開の2面までの体験版が収録され、2001年（平成13年）にはMSD-JAPANの「GameLand2000」シリーズとして全国パソコンショップで一般流通販売された。パッケージに書かれたキャッチコピーは「インターネット上で人気度、知名度共にNo.1のシューティング！ついに登場！！」。また、2002年（平成14年）に100円ショップダイソーの「ザ・ゲームシリーズ」として『神威Light』が発売されているが、これは体験版同様に2面までの内容となっている。当初は完全版を100円でという話だったため一度断っており、元々フリーウェアや制限付きシェアウェアなどの無料ゲームを販売するシリーズなためネットの体験版で構わないと再度打診が来たため承諾、体験版をそのまま提出するのもどうかと考えたため完成版の最新アップデート準拠やCD-DA音源などシステム面では完成版と同等レベルにして2面クリア後に完成版のデモが出るようにした専用のデータを制作して提出したという経緯をたどっている。

## ゲームシステム
本作品は基本システムとして残機制とシールド制を採用している他、高さの概念が存在する。そのため、敵機と自機の高度によって、装備されている3種類の武器を使い分ける事が必要になっている。また、武器は同時に2つ使えない。
武器
通常弾
同高度の敵機に有効な一般的なシューティングゲームと同様の正面に放つショットで、アイテムの取得により威力・範囲を強化できる。威力は雷撃や雷刀に比べて大きく劣るが、雷撃と同時には使用できないため、難度が高いシーンではスコアはおろか生き残るためにも激しい使い分けが必要とされる(多くのシューティングゲームにある、クリアが目的ならほぼ押しっぱなしで良いというわけにはいかない)。
またパワーアップして斜め方向への射出が可能になると、雷刀と相性の悪い素早い小さな敵に対して非常に有効な武器となり、至近距離で全弾当てると馬鹿にできないダメージとなる。自機が破壊されると2段階パワーダウンする。
雷撃
自機より低高度にいる目標に有効な雷状の追尾ショットを撃つ攻撃で、画面左のゲージを消費する。ゲージの溜まり具合で同時発射数が変わり、最大16発の同時発射が可能で、ゲージは時間経過で自動回復する。発射される雷は、目標を自動照準・追尾する。目標を破壊すると、「目標の基本得点×雷撃の同時発射本数」の最大16倍のボーナスが付く。画面のほぼ全体をカバーするだけでなく、威力のコストパフォーマンスが非常に高い。ただしあくまでターゲットへの自動追尾なので大型目標の場合ターゲット点から外れると機体は存在するのに攻撃されないという弱点もある。
通常弾を撃たずに雷撃ボタンを押しっぱなしにすると、雷撃用の照準枠が出現し雷撃ゲージのチャージスピードが早まる。通常弾が撃てない、ボタンを離すと雷撃が放出される（下に目標がいなければ代わりに雷刀を撃って雷撃発射を回避することは可能）、というデメリットを負うが、雷撃のみで多くの敵を倒していく場合などに有効。このシステムが大きく、ボーナス得点の加算、自機の弾回避と同高度の敵撃破の2つのメリットデメリットをどう上手く使いわけるかが点数に大きく左右するため、上級スコアラーをもターゲットに入れたシステムといえる。
雷刀
通常弾と雷撃の両方のボタンが押された時間の間発射される大きなビーム。通常弾と同様に自機と同高度の敵機に有効。非常に強力な攻撃であり、敵弾も消せる(ごく一部除く)。使用中は、画面左下のゲージが赤くなり、赤ゲージが出ている間は雷刀は使えず、雷撃ゲージの上限が低くなる(雷撃の上限と雷刀使用分のエネルギーリソースがシーソー関係になっている)。また、使用時は自機の移動速度が低下する。
ボタンの押し方によって性能が変化し通常弾→雷撃では雷刀を解除して即座にショットを撃て、雷撃→通常弾では雷刀の発射と同時に雷撃が発射（下に目標が有る場合のみ）され、また上記の雷撃の項に記されている通りゲージの回復時間が早まる。攻守ともに優れた装備だが、最大でも使用し続けられる時間が短く、自機もスピードダウンすることや正面にしか効果がないため、『小さい』『横方向へのスピードが速い』という2つの特性を兼ね備えている敵と非常に相性が悪い。相手の耐久力が弱ければ通常弾又はピンポイントで一瞬射出ということで解決可能だが、敵と敵弾の多いこのゲームではなかなかそういう戦術が通じる状況は少ない。
アイテム
パワーアップ
緑色の『POWER UP』と書かれたクリスタルをとると通常弾がパワーアップ。パワーアップしていくにつれて、斜め方向にも通常弾が発射されるようになり正面側の幅も大きくなる。
シールド
青色の『SHIELD』と書かれたクリスタルをとると、シールドが一つ回復する。
条件を満たせば敵として登場する量産型の神威模造機も自機として使用可能になる。量産模造機の雷刀は初期の神威体験版で自機が使用していた両斜め前に撃つ拡散タイプの雷刀になっていて、威力は低いが広範囲の敵弾を消せ、一部の誘導レーザーは打ち消し弾系の同一高度への雷撃となる。神威に劣る点は雷撃は最大同時発射が12発になっている事やシールド値が2つ分しか無い（神威は4つ分）事。

## ゲーム性
敵弾と敵の数が非常に多い。これは自機の装備が強力なことに対してである。難度は設定で3段階選択可能(簡単・普通・脅威)で大きく変わるが、高難度設定で敵弾の数を増やすのではなく、弾速を上げることにより難度を調整している。また雷刀を使わないと回避不可能な攻撃もあり、R-TYPEシリーズのような『覚えゲー』的な楽しみも可能。
上記の通り、3つの武器を巧みに使う高い戦術性が求められ、敵の攻撃が非常に激しく数も多い。しかし、雷撃の追尾性能、雷刀という通常兵器に敵弾を消す特性がついていることから、多くの敵と敵弾に対しての攻略のハードルが低いともいえる。爽快感も高く、シューティング(特に弾避け)が苦手な人でも十分遊べる。
スコアやなどの記録は難度の設定、機体別に分けられており、特に難度『脅威』では多くの速い敵弾とホーミングビーム、ミサイルなどがあいまって、様々なシステムを駆使しないとクリアは難しい。しかし、コンテニュー回数は無制限なのでステージ全般やエンディングなどは誰でも見られるように配慮されている。
また『模擬戦闘』という所謂エリアセレクトプレイモードがあり、各ステージ残機数無制限、通常弾はパワーアップしていない状態で行える。この模擬戦闘でもステージ、難度別にスコアが記録される。ファン達によりWeb上で難度別にスコアが競われたこともある。

## ストーリー
遙か昔から上空に霞んで見える謎の物体。古より人々から神として崇められてきたそれは、文明崩壊以前の旧世界の遺産、衛星軌道上にある巨大な人工建築物「機械神殿」だった。そして脳に送り込まれる命令のままに「彼女」は目覚め、機械神殿から対人類の殲滅兵器の鍵となる機動兵器「神威」が飛び立った。

## 登場兵器
神威（カムイ）
ザフィケル・デ・アリス博士が提唱した脳融合理論（ザフィケル理論）によって作られた自律型兵器。複数の脳を掌握して束ねるための神通力を持つ人間の脳を核として人工強化した人間の脳を複数融合させてバイオニューロチップに加工して組み込むという非人道的なザフィケル理論を実践した兵器で、文明崩壊以前の旧世界で8号機まで作られた。「ALLTYNEX OS」が搭載されている。
神威が完成した当時、皮肉にもザフィケル博士の娘パナフィル・デ・アリスに神通力の素養があると判明したため、ザフィケル博士にも止めることができずパナフィルの脳が組み込まれた神威2号機が本作品の自機になっている。神威2号機のバイオニューロチップには、理論提唱者ザフィケルの名前、パナフィル・デ・アリスの名前（Pany.D.A）、パナフィルの神通力の強さ（Rank-SSS）が刻印されている。機械神殿を再起動するための封印解除鍵としての役割を与えられた。
『RefleX』の設定によれば、空間歪曲電磁シールドを搭載してAIで自律行動する戦闘機「エル・サーペント」の後継機にあたる。5号機から8号機までは悩巣ネットワークの制御下に置かれたが、1号機から4号機までは所在不明になっている。『RefleX』には悩巣制御下の神威7号機と神威8号機が登場し、同高度への雷撃使用、優れたシールド性能、通常の雷刀に加えて前方斜め前も攻撃可能な拡散型の雷刀（ただし、模造型のそれとは仕様は異なる）も使用可能など、より高い性能を持っている。
神威零号機（改）
発掘された旧世界の遺産である機体コード「零号機」を内部コアに使用して現行の人類文明によって作られた「神威」。この時代の人類の技術では兵装と神威サイズを両立できないため巨大な機体になっている。まず「零号機」を改造して量産型神威の試作機となる神威零号機が作られ、その後に改良が加えられて独自の変形機構を持つ巨大な神威零号機（改）へと改良された。『RefleX』の設定によれば発掘された「零号機」自体は元々は神威ではなく、旧世界で人類から「光翼兵器零号機」と呼ばれたゾディアック・オヒュクスである。神威零号機もゾディアック兵器の特徴である光翼を持つ。オヒュクスコア起動の依代になった戦闘機「フェニックス」は神威ではないものの、戦闘機「エル・サーペント」や神威へと繋がる開発系譜上にある同系機である。
生物媒体兵器
旧世界で遺伝子改造された強靭な奇形種生物が生息しており、それを改造して武装を搭載した兵器。装甲を内部組織による自己修復可能で、捕食によりエネルギーを得る半永久機関を持つ。蒼龍、黒鷹、黄蜘蛛などが該当。
悩巣（ノ・ウス）
旧世界で作られた自律型の都市管理級汎用管理コンピュータ。「ALLTYNEX OS」が搭載されている。本来の役割は旧世界の人類が構築した自動報復システムの引き金。
「ALLTYNEX」とは、かつて暴走して人類の全盛期に終止符を打った自律型の恒星系級汎用管理コンピュータであり、その補助マシンとして都市管理級ALLTYNEX OS搭載型コンピュータ「Nest Problem」が配備されていた。
裁定者（ザフィケル）
娘が自分の理論の犠牲になったことで発狂したザフィケル博士が、人類を滅ぼすために自身の脳をバイオニューロチップ化して組み込んだ対惑星用の破壊兵器。神通力を持たないにもかかわらず奇跡的に脳融合に成功した。悩巣の制御下にあるため、悩巣に強行的にアクセスして自身を起動させるための鍵として機械神殿に自身の制御下に置いた「神威」を秘匿していた。しかし旧世界は愚かな争いの末に崩壊に至ったため、行動を起こすことなく娘と共に眠りに就いた。数百年後に人類が再び文明を取り戻し始めたことで目覚めて、神威のバイロニューロチップに命令を送り込んだ。しかし彼の意思は、娘のバイオニューロチップの自我を停止させることを良しとはせず、自我を残したままに発進させた。

## ステージ
| エリア           | ステージタイトル                                                | 中ボス                                                          | ボス                                                            |
| ---------------- | --------------------------------------------------------------- | --------------------------------------------------------------- | --------------------------------------------------------------- |
| AREA-01 衛星軌道 | 衛星軌道上機械神殿 対人類殲滅用神双槍「神威」 起動              | 剣舞                                                            | 第24空域守護獣 蒼龍                                             |
| AREA-02 浮遊大陸 | 第24空域 甲龍の道上空 浮遊大陸「バビロン」 幻奏                 | 骸雷                                                            | バビロン空域守護獣 黒鷹                                         |
| AREA-02 浮遊大陸 | 第24空域 甲龍の道上空 浮遊大陸「バビロン」 幻奏                 | ランドマスター                                                  | バビロン空域守護獣 黒鷹                                         |
| AREA-03 渓谷要塞 | 第-1地殻域 天然断崖絶壁要塞「淵牙」 深溝                        | 地走                                                            | 第99廃棄物投棄用路生息守護獣 黄蜘蛛                             |
| AREA-04 階層都市 | 第00整備地殻域 階層都市「アイネイアス」 永緑                    | 量産型神威模造機 神威                                           | 改良型神威試作機 神威零号機（改）                               |
| AREA-05 制御塔   | アイネイアスセンター区画 セントラルタワー「叡智」 機憶          | セーフガード                                                    | ALLTYNEXOS搭載型 都市管理級汎用管理コンピュータ 悩巣            |
| AREA-05 制御塔   | アイネイアスセンター区画 セントラルタワー「叡智」 機憶          | 汎用管理人工知能支配時代遺産 輸送型汎用起動兵器 守護天使        | ALLTYNEXOS搭載型 都市管理級汎用管理コンピュータ 悩巣            |
| AREA-05 制御塔   | アイネイアスセンター区画 セントラルタワー「叡智」 機憶          | 光学兵器反射時代遺産 軌道回廊警備獣 天蠍                        | ALLTYNEXOS搭載型 都市管理級汎用管理コンピュータ 悩巣            |
| AREA-06 衛星軌道 | 軌道衛星上機械神殿 脳融合理論最終型 対惑星破壊用究極兵器 裁定者 | 軌道衛星上機械神殿 脳融合理論最終型 対惑星破壊用究極兵器 裁定者 | 軌道衛星上機械神殿 脳融合理論最終型 対惑星破壊用究極兵器 裁定者 |

## 関連作品
- 神威設定資料集（コピー本） - 2002年（平成14年）8月。
- The Tale of ALLTYNEX　ALLTYNEX Second・RefleX・神威 設定資料集 - 2011年（平成23年）8月。
- RefleX ORIGINAL SOUNDTRACK++

『神威』の曲も全曲収録されている。2008年（平成20年）12月。
- ALLTYNEX

輸送機に運ばれて登場する1面ボスが、『神威』に「汎用管理人工知能支配時代遺産 輸送型汎用起動兵器 守護天使(ガーディアンソルジャー)」として登場している。汎用管理人工知能支配時代の名の通り、ストーリーで「恒星系級汎用管理コンピュータ ALLTYNEX」の反逆が語られている。
- Reflection

3面ボスである軌道回廊のガーディアン「Scorpio」が、『神威』に「光学兵器反射時代遺産 軌道回廊警備獣 天蠍(スコーピオ)」として登場している。光学兵器反射時代の名の通り、隠しエンディングで光学兵器反射シールドを持つ兵器同士が戦争する時代を迎えた事が語られている。
- RefleX

『Reflection』のリメイク作品。『神威』に直接繋がる設定が多々登場する。
- RAYGING BLUE's

同人サークルsectionSの同人シューティング。様々な同人シューティングの自機およびパイロットをゲストとして使用可能にしており、『神威』からも出演している。